# Emigracja wewnętrzna
Emigracja wewnętrzna – termin z zakresu psychologii oznaczający dobrowolne wycofanie się jednostki z udziału w życiu publicznym. Emigracja wewnętrzna ma najczęściej miejsce w państwach totalitarnych i autorytarnych, gdzie emigracja jednostek jest uniemożliwiona lub znacznie utrudniona.
Osoba na emigracji wewnętrznej koncentruje się na sobie, swojej rodzinie i znajomych, izolując się od reszty społeczeństwa.
W PRL pojęcie to było używane wobec postawy polskiej inteligencji antykomunistycznej w okresie stanu wojennego i przez całą dekadę lat 80. XX wieku. Oznaczało „bierny opór” wobec „systemu”, definiowanego w rozumieniu nauk politycznych (systemy ustrojowe w poszczególnych państwach) lub w rozumieniu psychologii, poprzez ucieczkę od otaczającej rzeczywistości. 
Za jeden z przykładów bywa uznawany bojkot TVP przez część artystów, co jest bardzo kontrowersyjne (ten bojkot był formą czynnego protestu – demonstracji postaw; zob. Elżbieta Goetel, Adam Hanuszkiewicz, Ignacy Gogolewski i in.).